# Mikojan-Gurewitsch I-220
Mikojan-Gurewitsch I-220 (russisch Микоян-Гуревич И-220) ist die Bezeichnung eines sowjetischen Jagdflugzeuges aus der Zeit des Zweiten Weltkrieges. Es sollte die MiG-3 in ihrer Eigenschaft als Höhenjäger ablösen. Aufgrund des Mangels an geeigneten Motoren entstanden jedoch nur zwei Prototypen. Alternativbezeichnungen sind Projekt A oder MiG-11.

## Entwicklung
Erste Entwurfsarbeiten begannen 1942. Das Modell erhielt im Vergleich zur MiG-3 größere Abmessungen. Der Rumpf sowie die Flügelspannweite wurden verlängert, die Flügelfläche stieg dadurch um 3,00 m². Die Maschine war durch die in die Flügelwurzeln verlegten Wasserkühler aerodynamisch sauberer.

Da die sowjetische Industrie keinen leistungsstarken höhentauglichen Antrieb zur Verfügung stellen konnte, wich man beim ersten Prototyp auf einen normalen Mikulin AM-38F aus. Als Bewaffnung erhielt das Modell zwei SchWAK-Maschinenkanonen Kaliber 20 mm. Im Januar 1943 begann die Flugerprobung. Sie erbrachte zwar gute Ergebnisse, jedoch nur in mittleren Höhenlagen.
Der zweite Prototyp sollte einen für große Höhen geeigneten Mikulin AM-39 erhalten, da dieser aber zu diesem Zeitpunkt noch nicht einsatzbereit war, entschied man sich vorläufig für das AM-37-Triebwerk der MiG-3AM-37 (MiG-5), einer nicht in Serie gebauten Version der MiG-3. Der AM-39 konnte einige Zeit später eingesetzt werden. Die Bewaffnung umfasste diesmal vier SchWAK-Kanonen.

Der Erstflug dieser Maschine erfolgte im August 1943. Wie schon beim ersten Prototyp waren die Flugleistungen in mittleren Höhen sehr gut, darüber ließen sie jedoch zu wünschen übrig. Eine Serienproduktion unterblieb deshalb und die vorgesehene Serienbezeichnung MiG-11 wurde an das Projekt I-224 nochmals vergeben, welches die Serienreife jedoch ebenfalls nicht erreichte.
Als Nachfolgemodell erschien Ende 1943 die ebenfalls an die MiG-3 angelehnte I-221 mit einem AM-39A-Motor.

## Technische Daten

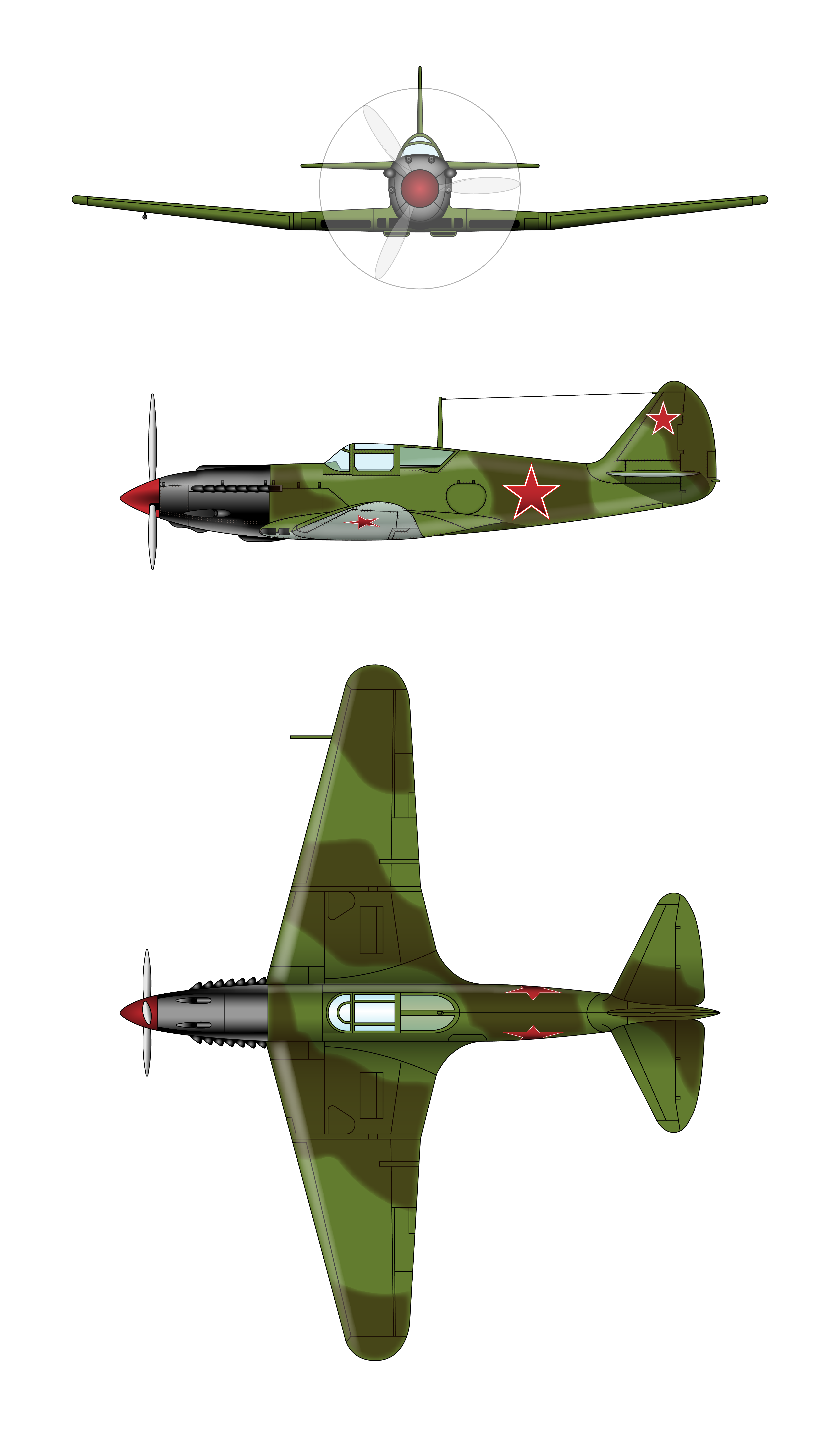
Dreiseitenansicht der I-220 (MiG-11)

| Kenngröße             | 1. Prototyp                                      | 2. Prototyp                                     |
| --------------------- | ------------------------------------------------ | ----------------------------------------------- |
| Besatzung             | 1 Pilot                                          | 1 Pilot                                         |
| Länge                 | 9,50 m                                           | 9,50 m                                          |
| Spannweite            | 11,0 m                                           | 11,0 m                                          |
| Flügelfläche          | 20,44 m²                                         | 20,44 m²                                        |
| Flügelstreckung       | 5,9                                              | 5,9                                             |
| Leermasse             | 2.980 kg                                         | 3.100 kg                                        |
| Startmasse            | 3.574 kg                                         | 3.730 kg                                        |
| Triebwerk             | ein flüssigkeitsgekühlter V-Motor Mikulin AM-38F | ein flüssigkeitsgekühlter V-Motor Mikulin AM-39 |
| Leistung              | 1.265 kW (1.720 PS) Startleistung                | 1.250 kW (1.700 PS) Startleistung               |
| Höchstgeschwindigkeit | 652 km/h in 2.600 m Höhe 572 km/h in Bodennähe   | 614 km/h in 2.700 m Höhe 571 km/h in Bodennähe  |
| Steigzeit auf 5.000 m | 4,6 min                                          | 4,5 min                                         |
| Gipfelhöhe            | 9.500 m                                          | 11.000 m                                        |
| Reichweite            | 960 km                                           | 630 km                                          |
| Bewaffnung            | zwei 20-mm-MK SchWAK im Rumpfbug                 | vier 20-mm-MK SchWAK im Rumpfbug                |